# Tom Hoad Cup
La Tom Hoad Cup è stato un evento internazionale di pallanuoto che si è svolto dal 2003 al 2011 in quattro giorni a Perth, in Australia. L'evento prendeva il nome da Tom Hoad,  allenatore, ex giocatore di lunga data della nazionale Australiana e amministratore senior della FINA.

## Albo d'oro
Aggiornato al 2011 
2011.
- Oro: Partizan Belgrade, Serbia
- Argento: Fremantle Mariners, Australia
- Bronzo: Barbarians, Australia

2010.
- Oro: Szeged VE, Ungheria
- Argento: Fremantle Mariners, Australia
- Bronzo: Guangdong, Cina

2009.
- Oro: Fremantle Mariners, Australia
- Argento: Barbarians, Australia
- Bronzo: Vasas Sport Club, Ungheria

2008.
- Oro: Barbarians, Australia
- Argento: Fremantle Mariners, Australia
- Bronzo: Guangdong, Cina

2007.
- Oro: Australian All Stars, Australia
- Argento: Fremantle Mariners, Australia
- Bronzo: Partizan Belgrade, Serbia

2006.
- Oro: Partizan Belgrade, Serbia
- Argento: Fremantle Mariners, Australia
- Bronzo: Brescia, Italia

2005.
- Oro: Fremantle Mariners, Australia
- Argento: BVSC, Ungheria
- Bronzo: Guangdong, Cina

2004.
- Oro: Fremantle Mariners, Australia
- Argento: Rari Nantes Florentia, Italia
- Bronzo: Guangdong, Cina

2003.
- Oro: Rari Nantes Florentia, Italia
- Argento: Fremantle Mariners, Australia
- Bronzo: Medvescak, Croazia